# 柘榴館
『柘榴館』（ざくろやかた）は、1997年に公開された日本のサスペンス映画。107分、カラー、ワイド。

## スタッフ
- 監督：伊藤秀裕
- 製作：須崎一夫
- プロデューサー：川崎隆、霜村裕
- 原作：山崎洋子「柘榴館」（集英社）ISBN 978-4087742169
- 脚本：井上正子、伊藤秀裕
- 企画：内田ゆき
- 撮影：安藤庄平
- 音楽：アトリエ・シーラ
- 美術：稲垣尚夫
- 録音：土屋和之
- 編集：島村泰司
- 照明：清水達巳
- 配給：ケイエスエス

## キャスト
- 清水美砂：森岡沙季。新任の介護士
- 鰐淵晴子：立花久代。立花一族と柘榴館を支配する老女
- 朝加真由美：立花香織。久代の娘
- 本田博太郎：立花隆二。立花病院の院長で、香織の夫
- 朱門みず穂：立花希和。久代の孫
- 松岡俊介：立花煉。久代の孫
- 樋口かおる：安達敬子。沙季の親友
- 宮下順子：田所。家政婦
- 石山雄大：使用人
- 村松恭子：ハルエ。沙季の前任者